# ACK (informatica)
ACK, in ambito di telecomunicazioni e informatico, è il simbolo che identifica un segnale di riconoscimento (Acknowledgment in inglese)  emesso in risposta alla ricezione di un'informazione completa. 
Tipico esempio è il pacchetto di controllo previsto dal protocollo TCP trasmesso dal ricevente al mittente per segnalare la corretta ricezione di un pacchetto dati.
Nel TCP, l'ACK può essere di tipo cumulativo, il che significa che conferma la corretta ricezione di più pacchetti di dati consecutivi. Ad esempio, quando viene inviato un ACK4, questo indica non solo che il pacchetto numero 4 è stato ricevuto correttamente, ma implicitamente conferma anche la corretta ricezione di tutti i pacchetti precedenti (3, 2, 1, 0).
Allo stesso modo, il NACK (Negative-Acknowledgment) può essere di due tipi:
- NACK selettivo: indica semplicemente la mancata ricezione di uno specifico pacchetto
- NACK cumulativo: indica che tutti i pacchetti fino a n-1 sono stati ricevuti correttamente, ma il pacchetto n è mancante. Per esempio, un NACK4 comunica che i pacchetti 0, 1, 2 e 3 sono arrivati correttamente, ma il pacchetto 4 non è stato ricevuto.

L'ACK può essere trasmesso in un messaggio a sé stante, o essere inviato in un campo di un pacchetto utente in direzione opposta, ossia in piggyback.